# Església de Sant Salvador (Riga)
L'Església de Sant Salvador (en letó: Anglikāņu Sv. Pestītāja baznīca) és una església anglicana a la ciutat de Riga, capital de Letònia, està situada al Carrer Anglikanu, 2. Es troba a la part nord del centre històric de la ciutat, a prop del Castell de Riga i del riu Daugava. És un monument arquitectònic d'importància nacional.

## Història
L'església va ser clausurada durant l'ocupació soviètica i el 1973 es va usar com l'Institut Politècnic de Riga. Després de la independència de Letònia el 1991 es va formar una nova congregació de parla anglesa. Els documents històrics es troben als arxius metropolitans de Londres.